# Altona-Kieler Chaussee

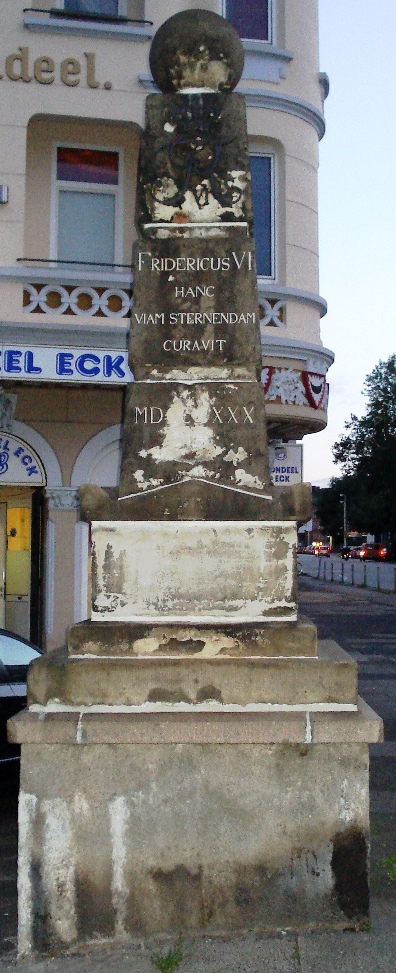
Der Obelisk am Rondeel in Kiel kennzeichnet den Beginn der Altona-Kieler-Chaussee. Die Inschrift lautet: Fridericus VI hanc viam sternendam curavit MDCCCXXX (Friedrich VI. ließ diese befestigte Straße 1830 anlegen.)

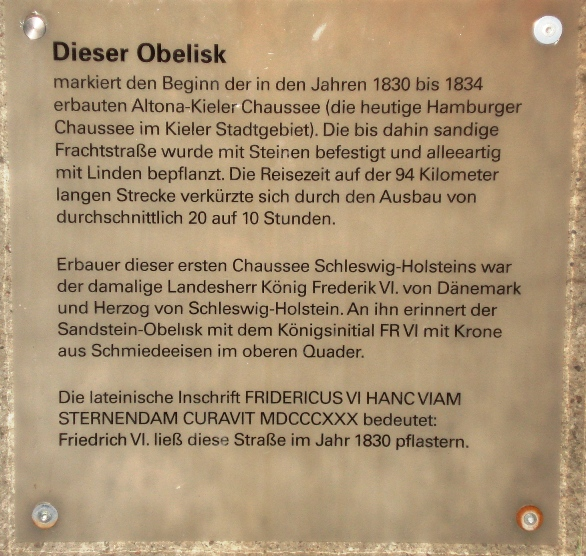
Infotafel am Obelisk in Kiel

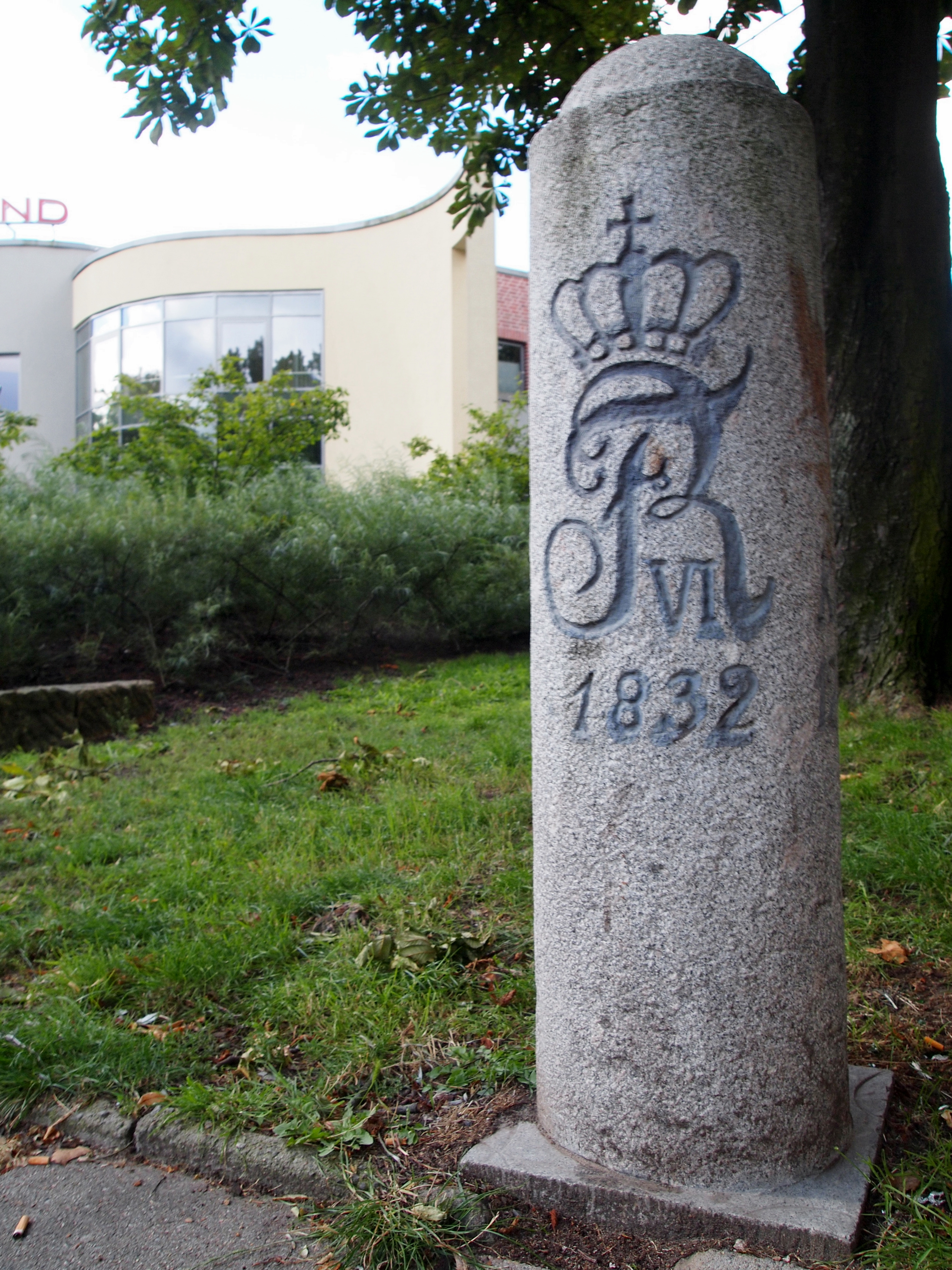
Nachbildung des Steins am Ende der Chaussee in Altona (Holstenstraße gegenüber der Einmündung Gählerstraße)

Die Altona-Kieler Chaussee war nach der Makadam-Straße bei Pfingstberg die zweite Kunststraße im Herzogtum Holstein. Sie verbindet Altona über Bramstedt und Neumünster mit Kiel.

## Geschichte
Die circa 91 Kilometer lange Chaussee wurde zwischen 1830 und 1832 im Auftrag des dänischen Landesherrn König Friedrichs VI. erbaut, um den Landtransport von Gütern, Personen und Informationen im südlichsten Teil des von ihm in Personalunion beherrschten Holstein zu beschleunigen. Die Baukosten betrugen rund 980.000 dänische Rigsbankdaler. Der Ausbau erfolgte zweispurig, damit entgegenkommende Fuhrwerke einander nicht ausweichen mussten.
Die Fahrtzeit für ein Gespann mit vier Pferden betrug etwa zehn Stunden, vor dem Bau waren es circa 24 Stunden. 1866 wurde das Gebiet Teil der preußischen Provinz Schleswig-Holstein. Bis 1874 wurde an mehreren Schlagbäumen Wegegeld erhoben, ab 1877 gab es in Altona eine Zollstation.

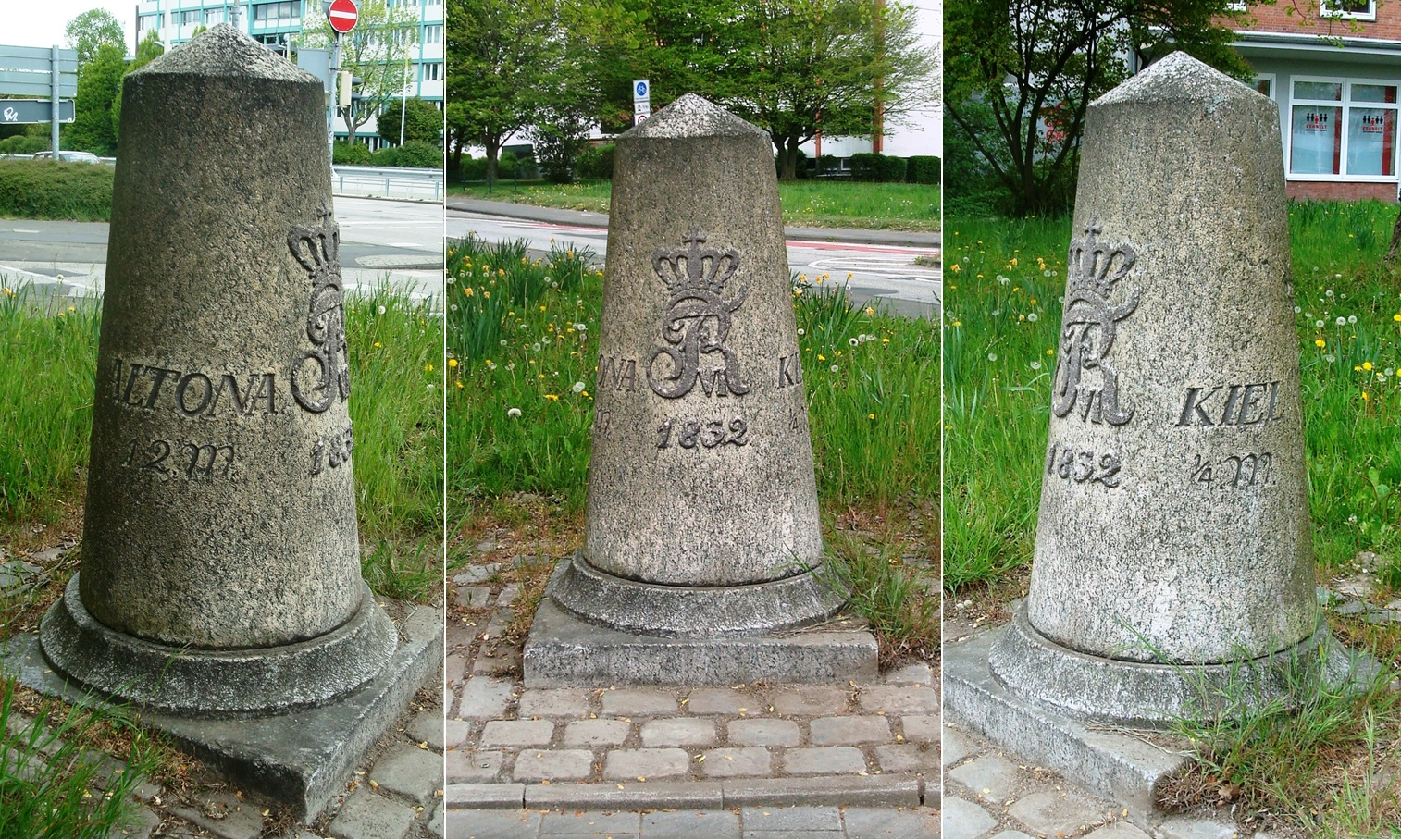
Der ca. 1,7 m hohe (Granit)Meilenstein der Altona-Kieler Chaussee in Kiel - Inschrift "Altona 12 M" - Königsmonogramm Krone über "FR VI" (Frederik VI.) und Jahreszahl "1832" - "Kiel 1/4 M" ((neuer Standort) Hamburger Chaussee 66)

An der Straße sind bis heute Meilensteine aus Granit mit einer Höhe von etwa einem Meter auf der westlichen Straßenseite erhalten geblieben (→Liste). Diese zeigen die Entfernung nach Altona und nach Kiel in Meilen, die Initialen des dänischen Königs (FR – Fridericus Rex) mit Krone und die Jahreszahl der Fertigstellung. Die beiden auf Hamburger Gebiet noch vorhandenen Meilensteine an der Holsteiner Chaussee 49 bzw. 396 sind unter den Nummern 19403 und 19393 in die Hamburger Denkmalliste eingetragen. Aus der auf den Meilensteinen angegebenen Gesamtstrecke von 12¼ Meilen (à 7,5324 km) ergibt sich rechnerisch eine Entfernung von rund 92,3 km. Der Nullpunkt in Altona war am Ende der Rosenstraße und der Johannisstraße "Bey dem Franschen Hoff" (später Gählerplatz südlich der heutigen Einmündung der Gählerstraße in die Holstenstraße), in Kiel das Rondeel mit einem ursprünglich drei Meter hohen Sandsteinobelisk, an dem auch die Alte Lübecker Chaussee beginnt.
Die Straße wurde mit Einführung der Fernstraßen am 17. Januar 1932 Teil der Fernstraße 4 Kiel – Nürnberg. Der Abschnitt von Hamburg-Altona – dort über den Straßenzug Holstenstraße/Kieler Straße – bis Bad Bramstedt ist heute noch Teil der Bundesstraße 4; der anschließende Abschnitt über Neumünster bis Kiel wurde inzwischen zur Landesstraße herabgestuft (L319 zwischen Bad Bramstedt und Neumünster, L318 zwischen Neumünster und Kiel). Auf der ganzen Strecke befindet sich ein Fahrradweg parallel zur Straße.
Die AKN Eisenbahn baute ihre Stammstrecke von Altona nach Kaltenkirchen entlang dieser Chaussee.